# دهستان ایپک
دهستان ایپک یکی از دهستان‌های شهرستان اشتهارد در استان البرز ایران است که در بخش جنوبی شهرستان اشتهاردقرار دارد و دارای آب و هوای معتدل می‌باشد.

## جمعیت
براساس سرشماری مرکز آمار ایران در سال ۱۳۹۵، جمعیت دهستان ایپک ۱۸۵۴ نفر (در ۵۱۹ خانوار) بوده‌است.